# 奈緒子
《奈緒子》是由坂田信弘原作・中原裕作畫的運動漫畫作品，自1994年起至2003年止於小學館發行的《Big Comic Spirits》上連載，單行本全33集，中文版由台灣東販代理發行，譯者為高詹燦。改編電影版於2008年2月16日在日本上映，由上野樹里、三浦春馬及笑福亭鶴瓶等人演出。台灣於2009年9月25日上映。

## 簡介
本故事是描述被稱為日本海疾風的天才跑者壹歧雄介的成長故事。故事的舞台波切島是虛構的，是以壹岐市的壹岐島為原型。

## 登場角色
壹歧雄介（／）
繼承了父親才能與外號「日本海疾風」的天才跑者，無論短跑或長跑都相當擅長。練習時不穿鞋。對奈緒子以外的女性都以「オメエ」稱呼，只有對奈緒子使用「あいつ」。
壹歧大介（／）
長雄介五歲的哥哥，醫學生。
壹歧健介（／）
雄介與大介的父親，在中學時代有著不俗的田徑成績，但因為家境貧寒沒有進入體育學校。
壹歧和子（／）
雄介與大介的母親。
篠宮奈緒子（／）
日本前五大企業的千金小姐。雖然本作是以她的名字命名，但她在故事中登場次數非常少。通常出現在給雄介加油的時候。

## 電影

### 主要演員表
- 篠宮奈緒子：上野樹里
- 壹岐雄介：三浦春馬
- 西浦天宣：笑福亭鶴瓶
- 吉澤結希：佐津川愛美
- 奥田公靖：柄本時生
- 黒田晋：綾野剛
- 宮崎親：富川一人
- 吉崎悟：タモト清嵐
- 藤本卓治：結城洋平
- 佐々木黙然：五十嵐山人
- 五島伸幸：佐藤タケシ
- 上原高次：兼子舜
- 12歲的奈緒子：藤本七海
- 10歲的雄介：境大輝
- 壹岐和子：奥貫薫
- 壹岐健介：嶋尾康史
- 篠宮加奈子：山下容莉枝
- 篠宮隆文：光石研

## 外部連結
- 奈緒子Fan Room （页面存档备份，存于）
- 壹岐市観光協会 （页面存档备份，存于）
- 「奈緒子」官網 （页面存档备份，存于）
- 「奈緒子」DVD官網 （页面存档备份，存于）
- 台灣yahoo電影介紹 （页面存档备份，存于）